# Meadville (Missouri)
Meadville és una població dels Estats Units a l'estat de Missouri. Segons el cens del 2000 tenia 457 habitants.

## Demografia
Segons el cens del 2000, Meadville tenia 457 habitants, 185 habitatges, i 120 famílies. La densitat de població era de 430,4 habitants per km².
Dels 185 habitatges en un 35,1% hi vivien nens de menys de 18 anys, en un 58,4% hi vivien parelles casades, en un 4,9% dones solteres, i en un 35,1% no eren unitats familiars. En el 33,5% dels habitatges hi vivien persones soles el 22,2% de les quals corresponia a persones de 65 anys o més que vivien soles. El nombre mitjà de persones vivint en cada habitatge era de 2,47 i el nombre mitjà de persones que vivien en cada família era de 3,24.
Per edats la població es repartia de la següent manera: un 28,7% tenia menys de 18 anys, un 7,4% entre 18 i 24, un 26,9% entre 25 i 44, un 18,2% de 45 a 60 i un 18,8% 65 anys o més.
L'edat mediana era de 37 anys. Per cada 100 dones de 18 o més anys hi havia 85,2 homes.
La renda mediana per habitatge era de 32.841 $ i la renda mediana per família de 38.929 $. Els homes tenien una renda mediana de 24.250 $ mentre que les dones 17.386 $. La renda per capita de la població era de 14.427 $. Entorn de l'1,6% de les famílies i el 6,1% de la població estaven per davall del llindar de pobresa.

## Poblacions més properes
El següent diagrama mostra les poblacions més properes.